# ناحیه الدانا
ناحیه الدانا (به عربی: ناحیة الدانا) یک ناحیه در سوریه است که در منطقه حارم واقع شده‌است. ناحیه الدانا ۶۰٬۰۵۸ نفر جمعیت دارد.